# Montanejos (kommunhuvudort)
Montanejos är en kommunhuvudort i Spanien.   Den ligger i provinsen Província de Castelló och regionen Valencia, i den östra delen av landet, 270 km öster om huvudstaden Madrid. Montanejos ligger 461 meter över havet och antalet invånare är 499.
Terrängen runt Montanejos är huvudsakligen kuperad. Montanejos ligger nere i en dal. Runt Montanejos är det mycket glesbefolkat, med 5 invånare per kvadratkilometer. Närmaste större samhälle är Jérica, 17,2 km söder om Montanejos. 